# Jesús Gabán
Jesús Gabán (Pozuelo de Alarcón, Madrid, 1957) es un dibujante e ilustrador español de libros infantiles y juveniles desde 1981. Tiene libros publicados en varios países europeos, Brasil, Estados Unidos y Japón. Ha obtenido en tres ocasiones el Premio Nacional de Ilustración Infantil y Juvenil y el diploma de honor del Premio Cataluña. Está considerado uno de los pilares de la literatura ilustrada infantil y juvenil en España y uno de los autores con mayor proyección internacional en su especialidad.

## Trayectoria
Gabán se dedica a la ilustración de libros infantiles y juveniles desde 1981. Tras haber recibido algunas clases en el Círculo de Bellas Artes, su formación ha sido fundamentalmente autodidacta.
Inicia su carrera en una empresa de artes gráficas ilustrando tarjetas de felicitación en los años 70. Pronto entraría en contacto con Arcadio Lobato y Miguel Ángel Pacheco, prestigiosos ilustradores, de quienes reconoce su apoyo e influencia en sus comienzos, coincidiendo con la aparición de las colecciones de libro infantil y juvenil de la editorial Altea. Trabajó para la Editorial Santillana en la ilustración de libros de texto. Tras su peregrinación distintas editoriales publicó, por encargo de Lolo Rico, su primer libro Noches blancas, de Dostoyevski, en la Editorial Bruguera, en 1982, siéndole asignados nuevos trabajos de ilustración para obras de Gorki, Chejov y otros autores rusos en los que se especializó.
Ha ilustrado obras de Carmen Posadas, Gloria Fuertes, Gustavo Martín Gazo, entre otros, y para adultos, obras de autores clásicos como Lope de Vega, Calderón de la Barca, Cervantes, Poe. Ha impartido cursos y talleres de ilustración en España y otros países siendo invitado por el Instituto Cervantes a participar en sus programas culturales en diversas sedes del mundo.
En 1984 fue declarado finalista en los premios Apel-les Mestres y Lazarillo, siendo su ganador en la XXIV edición, en 2004, con el libro Cuac, con texto de Carmen Posadas, y las ilustraciones marcadamente realistas de Gabán. El libro versa sobre la importancia del diálogo para superar el miedo a lo diferente. Este galardón, de prestigio nacional, es otorgado por la Editorial Planeta y premia tanto la calidad de los textos como de sus ilustraciones. Ha recibido en tres ocasiones, en 1984,1988 y 2000, el Premio Nacional de Ilustración del Ministerio de Cultura. En 1995, obtuvo el Premio Internacional de Ilustración de la Fundación Santa María. En 1998 fue incluido en la Lista de Honor Premio C.C.I. Su libro “Abdul y el león del Atlas” fue elegido en el “VI Simposio sobre Literatura Infantil y Juvenil” organizado por la Fundación Germán Sánchez Ruipérez como uno de los “Cien mejores libros infantiles españoles del siglo XX”. Ha participado en numerosas exposiciones individuales y colectivas, como la Feria de Bolonia de Ilustración. Ha participado en las exposiciones A todo color, Le Innagini della Fantasia, Il Colore del Sacro y El Texto Iluminado y en varios países de Europa, EE. UU. y Japón. Ha obtenido un Diploma de Honor y Menciones Especiales en el Premio de Catalonia en los años 1984, 1990, 1992 y 1997.
En 2001 la editorial Susaeta publicó la Antología de Gloria Fuertes, para niños, con 170 páginas de poesía de la autora e ilustraciones de Gabán. Ha sido seleccionado en el catálogo “Withe ravens” en 2005 por El tigre que tenía miedo a las gallinas, de Alfredo Gómez Cerdá.
En marzo de 2020, la editorial Libros de las Malas Compañías publicó el libro Maravillosas, de la escritora Ana Rossetti, ilustrado por Gabán, con motivo del 110.º aniversario del Real Decreto que otorgaba a las mujeres la facultad de matricularse en la Enseñanza Superior en España. Es un recorrido por el barrio de Malasaña de Madrid recogiendo la historia de las ilustres mujeres que lo habitaron y cuyos nombres podemos encontrar en algunas de sus calles. La presentación de este libro se completó con una exposición de los originales de sus ilustraciones.
Gabán ha ilustrado los programas de ópera del Teatro Real de Madrid, con los comentarios del divulgador musical Fernando Palacios.

## Reconocimientos
- Ganador del premio Apel-les Mestres en 2004.[6]
- Medalla de bronce en la exposición “Arte en el Libro” de Leipzig en 1989.
- Premio Internacional de Ilustración de la Fundación Santa María en 1995.[8]
- Lista de Honor Premio C.C.I. en 1998, por Danko, el caballo que conocía a las estrellas.
- Lista de Honor del Premio CCEI de Ilustración 2009, por Los niños del aire.
- Su libro “Abdul y el león del Atlas” fue elegido en el “VI Simposio sobre Literatura Infantil y Juvenil” organizado por la Fundación Germán Sánchez Ruipérez como uno de los “Cien mejores libros infantiles españoles del siglo XX”.
- Premio Nacional de ilustración Infantil y Juvenil en 1984, 1988 y 2000.[7]
- Premio en 2006 a la Mejor Fotografía Digital en el concurso “Tierra de todos” organizado por la Comunidad de Madrid en Alpedrete.